# 宇宙でいちばんあかるい屋根
『宇宙でいちばんあかるい屋根』（うちゅうでいちばんあかるいやね）は、野中ともその長編ファンタジー小説。ポプラ社から書き下ろしで2003年11月刊行された。中学3年生の少女と「星ばあ」と呼ばれるあやしい老婆とのひと夏の交流を描く。
2006年7月25日に角川文庫から文庫化、映画化に合わせて同年2月に電子書籍化、同年4月に光文社文庫より再文庫化された。
2020年に映画版が公開された。

## 登場人物
大石つばめ
星ばあ（ホシノトヨ）
朝倉亨
朝倉いずみ

## 書誌情報
単行本
- 宇宙でいちばんあかるい屋根（2003年11月発売、ポプラ社、ISBN 978-4-591-07907-2）

文庫本
- 宇宙でいちばんあかるい屋根（2006年7月25日、角川文庫、ISBN 978-4-04-381701-6）
- 宇宙でいちばんあかるい屋根（2020年4月14日発売、光文社文庫、ISBN 978-4-334-79008-0）

## 映画
2020年9月4日に公開された。監督は藤井道人、主演は本作が映画初主演作となる清原果耶で、主題歌も担当した。
撮影は2019年8月3日から8月29日まで東京都多摩市聖蹟桜ヶ丘、神奈川県秦野市を中心に行われた。

### キャスト
- 大石つばめ：清原果耶
- 浅倉亨：伊藤健太郎[9]
- 山上ひばり：水野美紀[9]
- 牛山武彦：山中崇[9]
- 笹川誠：醍醐虎汰朗[9]
- 浅倉いずみ：清水くるみ
- 森島雄一郎：笠松将
- 遠山和子：富山えり子
- ナミ：奥森皐月
- ユウコ：奥山琴夏
- ハナ：井東紗椰
- 担任教師：福澤重文
- 大石麻子：坂井真紀[9]
- 大石敏雄：吉岡秀隆[9]
- 星ばあ（ほしのとよ）：桃井かおり[10]

### スタッフ
- 原作：野中ともそ『宇宙でいちばんあかるい屋根』（光文社文庫刊）
- 脚本・監督：藤井道人
- 音楽：大間々昂
- 企画・プロデュース：前田浩子
- プロデューサー：金井隆治
- 共同プロデューサー：高口聖世巨、飯田雅裕
- アソシエイトプロデューサー：筒井史子
- ラインプロデューサー：森太郎
- 撮影：上野千蔵
- 照明：西田まさちお
- 録音：岡本立洋
- 美術：部谷京子
- 装飾：田中宏
- 編集：古川達馬
- VFXスーパーバイザー：大澤宏二郎
- スーパーヴァイジングサウンドエディター：勝俣まさとし
- スタイリスト：SAKAI
- ヘアメイク：福島久美子
- 助監督：逢坂元
- 制作担当：栗林直人
- 配給：KADOKAWA
- 制作プロダクション：アルケミー・プロダクションズ
- 製作：『宇宙でいちばんあかるい屋根』製作委員会（ハピネット、KADOKAWA、朝日新聞社、アルケミー・プロダクションズ、グランマーブル、KDDI、グラスゴー15、読売新聞社、光文社、Filmarks）

### 主題歌
清原果耶「今とあの頃の僕ら」（カラフルレコーズ / ビクター）
作詞・作曲・プロデュース：Cocco

### スピンオフ
『宇宙でいちばんやさしい時間』（うちゅうでいちばんやさしいじかん）のタイトルで、映画本編のラストシーンにて描かれた、笹川マコトが体験した1日を描くVRショートムービーが制作され、auスマートパスプレミアム会員限定で2020年9月18日から配信された。
映画本編に引き続いて藤井道人が監督を務め、撮影は本編と同じく関東近県および山形県鶴岡市の鶴岡市立加茂水族館にて行われ、キャスト、監督、スタッフの全員が初のVR撮影となる中で、ヘッドセットを装着して映像確認を行い、360度の映り込みの中で舞台のようなノーカット撮影も実施している。

#### キャスト（スピンオフ）
- 醍醐虎汰朗
- MEGUMI[注 1]
- 嶋田久作[注 1]
- 上原実矩[注 1]
- 富山えり子
- 山中崇
- 吉岡秀隆

#### スタッフ（スピンオフ）
- 脚本・監督：藤井道人
- 音楽：大間々昂
- VRディレクター：渡邊徹
- 映像アドバイザー：上野千蔵
- プロデューサー：金山、前田浩子
- ラインプロデューサー：森太郎
- アソシエイトプロデューサー：筒井史子
- 制作プロダクション：アルケミー・プロダクションズ
- 製作：KDDI